# Ластівчине гніздо
«Ластівчи́не гніздо́» (крим. Qarılğaç yuvası; (грец. Φωλιά Καταπιείτε το) — пам'ятка архітектури та історії, розташована на 40-метровій скелі Ай-Тодорського мису в смт Гаспра (АР Крим).
Будова нагадує середньовічний лицарський замок. Ластівчине гніздо є своєрідною емблемою Південного берегу Криму.

## Історія

### Попередники

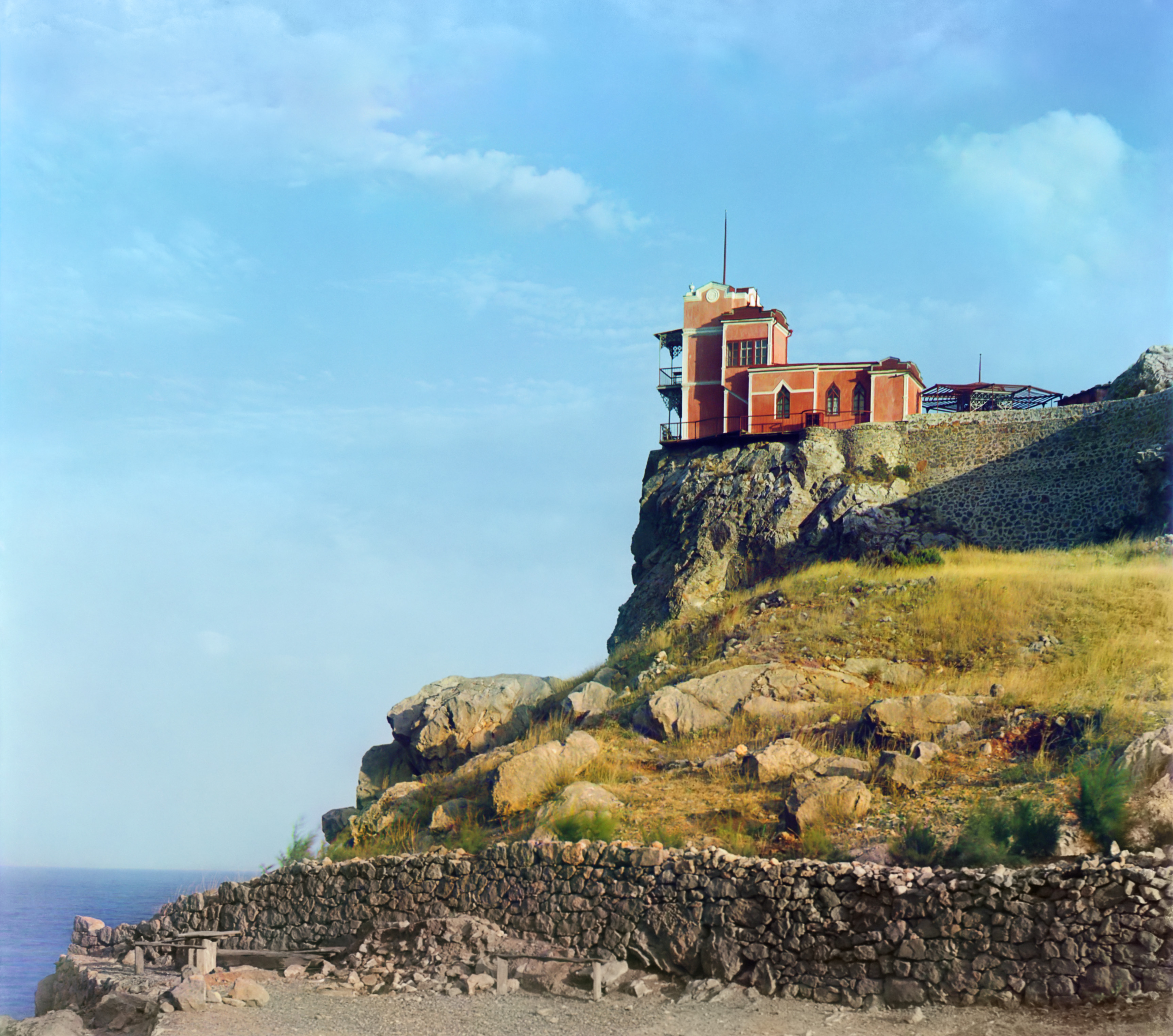
Будівля на мисі Ай-Тодор на початку XX ст. Фото С. М. Прокудіна-Горського

У російсько-турецькій війні 1877—1878 років на лікування в Крим приїхав поранений генерал, для якого на місці майбутньої фортеці було споруджено дерев'яний будиночок (тоді багатьом героям війни подарували землі в Криму), з його вікон було видно лише море й небо. Перший власник назвав це місце «замком любові». Його можна побачити на полотнах відомих художників-мариністів: І. Айвазовського, Л. Ф. Лагоріо, А. П. Боголюбова, — а також на фотографіях того часу. Сама будова була дерев'яною.
Другим господарем цієї дачі став придворний лікар А. К. Тобін. Про нього також залишилося дуже мало відомостей. Після його смерті будиночком якийсь час володіла його вдова, яка незабаром продала ділянку московській купчисі Рахманіній. Вона знесла стару будівлю, і незабаром з'явився дерев'яний замок, якому вона дала назву «Ластівчине гніздо».

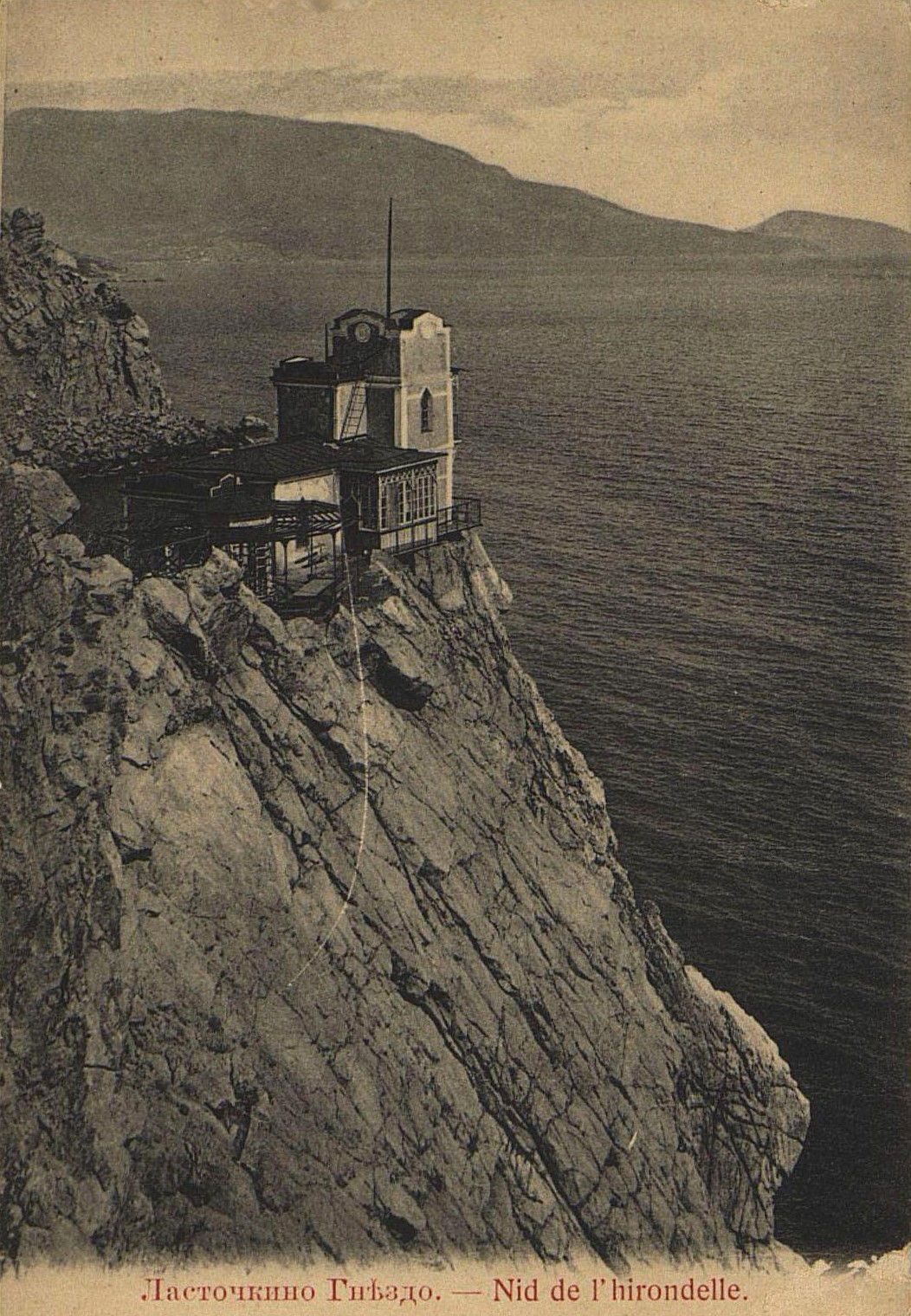
Ластівчине гніздо у XIX ст.

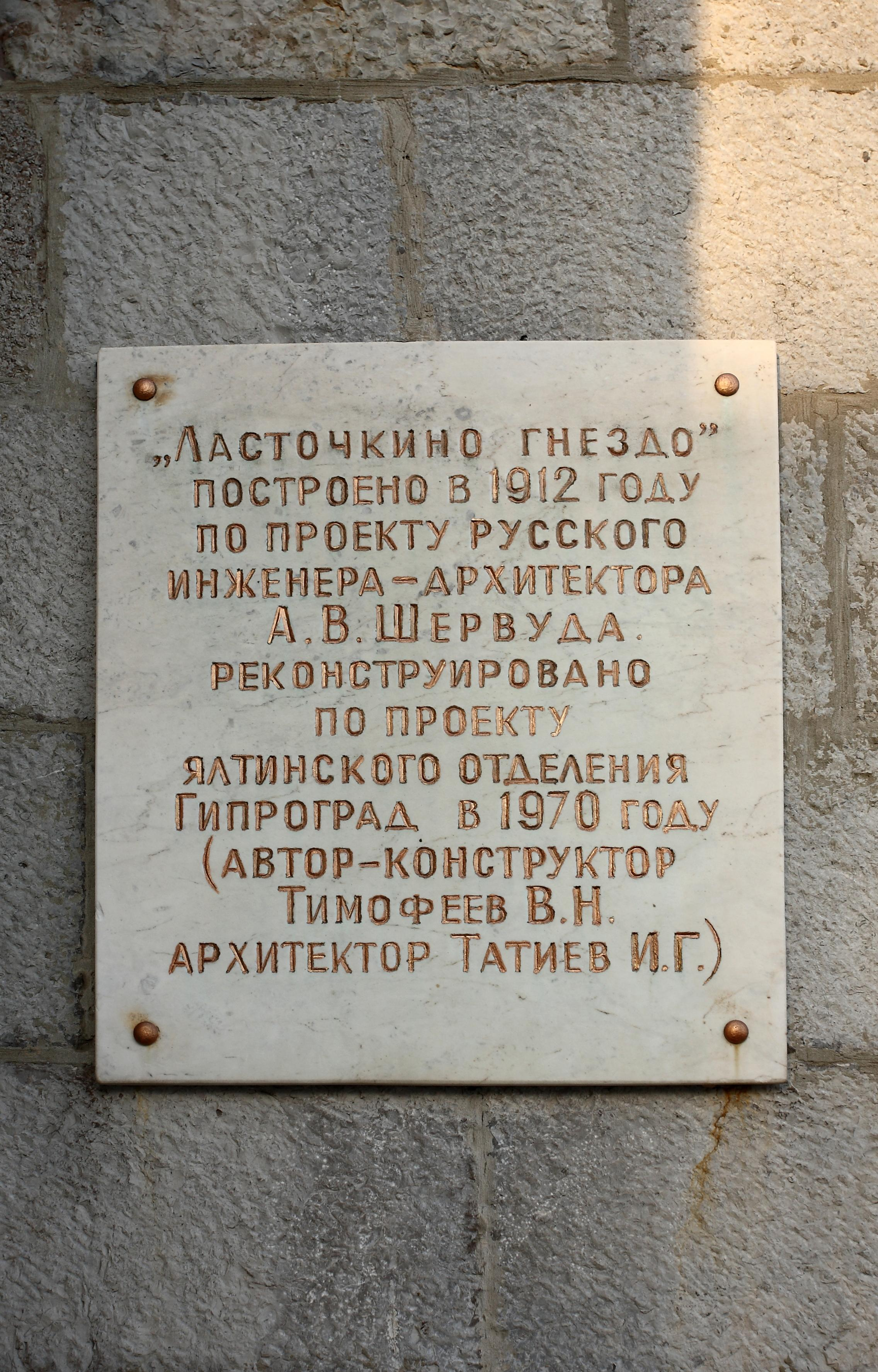
Пам'ятна дошка на Ластівчиному гнізді

Свій нинішній вигляд «Ластівчине гніздо» отримало завдяки нафтовому промисловцеві, баронові Штейнгелю. Він займався бакинською нафтою, а відпочивати йому подобалося в Криму. Німецьке бачення «Ластівчиного гнізда» сильно нагадувало середньовічні замки батьківщини барона. Він придбав на скелі Аврори дачну ділянку і вирішив побудувати там романтичний замок, що нагадує середньовічні споруди на берегах Рейну. Проєкт нового будинку було замовлено інженерові та скульпторові Леоніду Шервуду, синові архітектора Володимира Шервуда, автора Історичного музею на Красній площі в Москві (на офіційному сайті музею автором вказаний дехто Олександр Шервуд). Вже 1912 року, на тісному майданчику Лимен-бурун, стояв оригінальний готичний замок. Задумана архітектором ступенева композиція виходила з малих розмірів ділянки. Будівля 12-метрової висоти розташовувалася на фундаменті 10 на 20 метрів. Внутрішній устрій мав такий вигляд: передпокій, вітальня, сходи та дві спальні, що послідовно розташовувалися у двоповерховій башті, яка підносилася над скелею. Поряд, на краю на шматочку землі, що залишився, був створений сад, але через 15 років землетрус обвалив цю частину у воду.
На початку Першої світової війни маєток придбав московський купець П. Шелапутін, який відкрив в замку ресторан. Але незабаром купець помер і ресторан зачинився.

### Землетрус
1927 року Ластівчине гніздо майже загинуло під час сильного землетрусу. Були два поштовхи посеред ночі. Перший — слабкий, примусив людей вийти з будинків, що допомогло уникнути багатьох жертв. Другий поштовх був магнітудою 9 балів. Саме «гніздо» витримало, але постраждала скеля-фундамент. Глибока коса тріщина пройшла від її верхнього майданчика до середини, так що замок міг у будь-який момент обвалитися. Частина опорної скелі обвалилася в море, і оглядовий майданчик нависнув над прірвою. Сама будівля майже не постраждала, якщо не рахувати зірваних шпилів і відірваного шматка скелі під нижнім балконом. Проте в стінах з'явилися тріщини, тому стан палацу визнали аварійним, закривши доступ у нього на невизначений термін.

### Відновлення

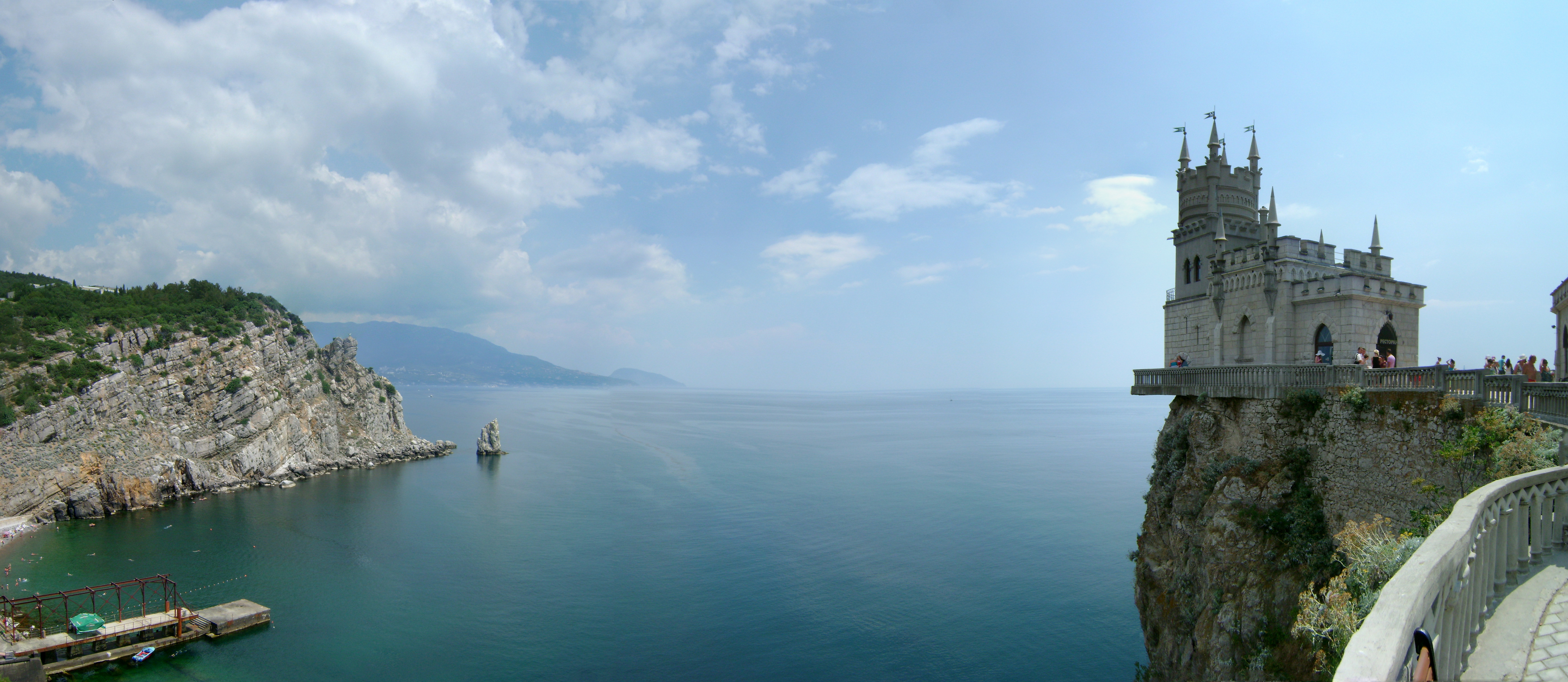
Панорама замку і скель

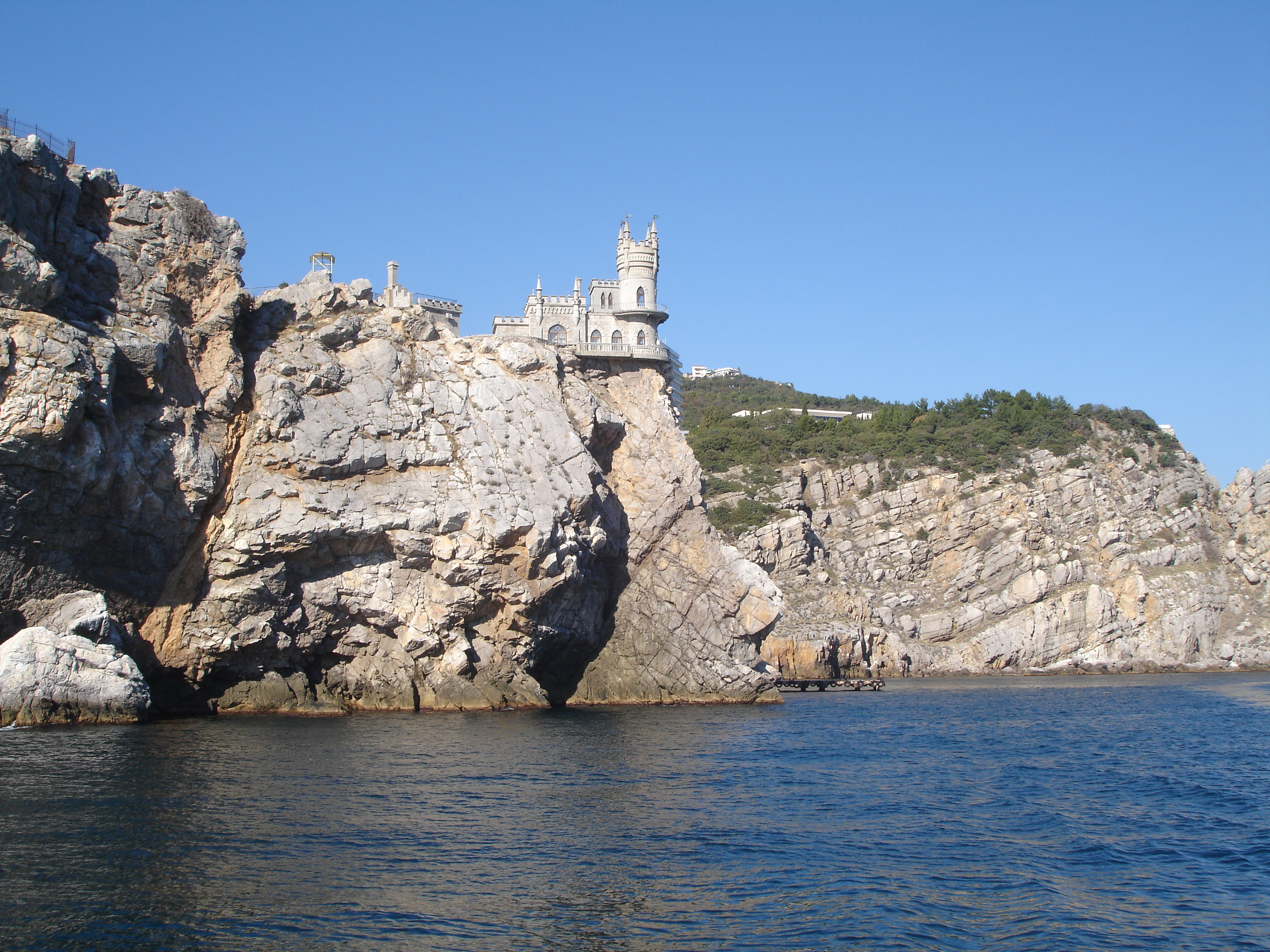
Ластівчине гніздо. Вид з моря

У 1930-ті роки в Ластівчиному гнізді розташовувався читальний зал місцевого Будинку відпочинку, але незабаром приміщення визнали аварійним і читальний зал закрили. Пропозицій щодо техніки безпрецедентного й абсолютно необхідного ремонту надійшло багато. Виникла навіть радикальна ідея — розібрати замок, пронумерувати камені та плити й скласти в колишньому порядку на новому, безпечному місці.
Тільки у 1967-68 роках, через сорок років після землетрусу, працівники «Ялтаспецбуду» виконали цей ремонт, не розбираючи стін. Керував операцією архітектор І. Г. Татієв. Відновлювальні роботи, що почалися 1968 року, було скеровано на зміцнення фундаменту, часткової видозміни фасаду і внутрішніх приміщень. Автор проєкту реставрації, ялтинський конструктор В. Н. Тимофіїв посадив крайній блок будівлі на консольну залізобетонну плиту, заведену під центральний об'єм. Таким чином була надійно закріплена крайня частина будинку, що залишилася висіти над обваленою скелею. Крім монолітної плити, всю споруду обнесли антисейсмічними поясами.
Перш за все, потрібно було підвезти до об'єкта підйомний кран та іншу достатньо важку будівельну техніку, що було зробити досить складно дорогами, які призначалися в основному для легкових автомобілів і лише іноді автофургонів з продуктами. Насилу і з ризиком вдалося завершити всі приготування. Скеля виявилася переобтяженою, а термін роботи мав би зайняти тривалий час.

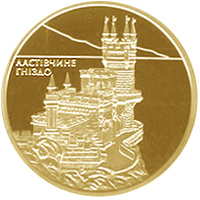
Ластівчине гніздо на монеті НБУ

У відновлювальних роботах брали участь тільки добровольці, які працювали в підвішених на скелі люльках, закладали тріщину каменем і заливали бетоном. Під підставу замку підвели залізобетонну плиту, шви одягнули свинцевою оболонкою. Пізніше робітники провели реставрацію будівлі.
Збільшена у висоту вежа знайшла декоративність завдяки чотирьом шпилям. Правильний архітектурний засіб порушив смутне зростання об'ємів, зробивши акцент на крайню частину палацу. Сьогодні відновлений замок офіційно визнаний пам'яткою архітектури XX ст.

### Сучасність
У новітній час біля готичних стін розрісся стихійний ринок сувенірів, де продаються тисячі дрібних виробів з кераміки, ялівцю і всіляких пластмас, корали й черепашки тропічних морів, кольорові фотографії, картини. Найбільше видів самого «Ластівчиного гнізда»: на полотнах, на ватмані, на металевих і пластмасових тацях, на «амфорах» з благородної кераміки. І сьогодні знову запрошує затишний ресторанчик всіх закоханих на романтичну вечерю під зоряним небом в маленькому замку — «Замку любові», проте поки що його зачинено на реставрацію.

## Цікаві факти
16 листопада 2023 року, платформа United24 запустила спільний проєкт з LEGO Creators, у межах якого створено конструктори у вигляді трьох архітектурних пам'яток України, які можна отримати лише за благодійний внесок. В тому числі, у межах проєкту #LEGOwithUKRAINE — представлено кримське «Ластівчине гніздо».